# دالبی، لوند
شهر دالبی، لوند (به سوئدی: Dalby, Lund) در ناحیه شهری لوند در کشور سوئد واقع شده‌است. جمعیت این شهر ۱۷۳۰٫۸۲  نفر است.